# Valdemaras Sarapinas

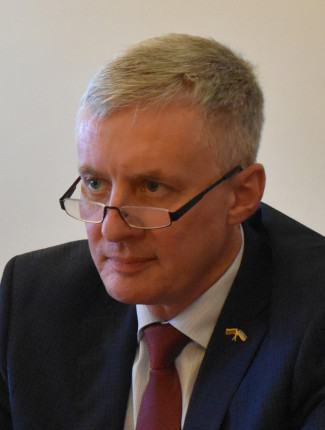
Valdemaras Sarapinas (2020)

Valdemaras Sarapinas (*  29. Juni 1962 in Ariogala, Rajongemeinde Raseiniai) ist ein litauischer Beamter und Diplomat.

## Leben
Im Jahr 1985 schloss Valdemaras Sarapinas sein Studium an der Technischen Universität Vilnius ab. Von 1989 bis 1992 war er stellvertretender Direktor des Bildungsdepartaments der Stadtverwaltung Vilnius. Von 1992 bis 1993 arbeitete er bei litauischen Börse und bis 1994 als litauischer Repräsentant von Adidas. 
Im Jahr 1994 wechselte Sarapinas wieder in den Staatsdienst. Bis 1996 war er Sekretär im Verteidigungsministerium Litauens – von 1996 bis 1999 Militärattaché in den USA (ab 1997 mit zusätzlicher Zuständigkeit für Kanada). In den Jahren 2000 bis 2002 war er Vizeminister der Verteidigung und von 2006 bis 2009 Kanzler der Regierung Litauens. Anschließend folgte eine Tätigkeit als Generalkonsul in New York City von 2010 bis 2014 und als militärischer Berater von Präsidentin Dalia Grybauskaitė von 2014 bis 2016. Seit dem 23. August 2016 ist er litauischer Botschafter in Finnland.

## Auszeichnungen
- 1999: Legion of Merit
- 2003: Orden für Verdienste um Litauen, Komtur